# Erich Wittenberg
Erich Hellmut Aharon Ben Moshe Wittenberg, född 11 maj 1907 i Hamburg, död 15 februari 1982 i Lund, var en tysk-svensk statsvetare.
Wittenberg, som var son till avdelningschefen Dr. phil. Max Wittenberg och Clara Seligsohn, avlade studentexamen i Berlin 1926 och disputerade för doktorsgraden vid Berlins universitet 1933 på avhandlingen Sozialdemokratische Bildungsfremdheit – aufgezeigt an Bebels Bildungslehre im Rahmen d. siebziger Jahre. Ein staatswiss.-pädag. Versuch. Han emigrerade, på grund av det nazistiska matövertagandet, till Sverige 1935. Han var bosatt i Lund och blev svensk medborgare 1945. Han skrev artiklar för Svensk Uppslagsboks andra upplaga (signaturen E.H.W.).